# Primeira Liga (2025/2026)
Ten artykuł dotyczy trwającego lub niedawnego wydarzenia sportowego. Informacje w nim zamieszczone mogą się zmienić lub zdezaktualizować wraz z postępem zdarzenia. Początkowe doniesienia, wyniki lub statystyki mogą być niepewne. Ostatnie aktualizacje do tego artykułu mogą nie odzwierciedlać najbardziej aktualnych informacji.
Primeira Liga 2025/2026 (oficjalnie znana jako Liga Portugal Betclic ze względów sponsorskich) – 92. edycja najwyższej klasy rozgrywkowej piłki nożnej w Portugalii.
Bierze w niej udział 18 drużyn, które w okresie od 10 sierpnia 2025 do 18 maja 2026 rozegrają 34 kolejek meczów.
Sezon zakończy baraż o pozostanie w Primeira Liga. Obrońcą tytułu jest Sporting CP.

## Drużyny
| Uczestnicy poprzedniej edycji                                                                                 | Uczestnicy poprzedniej edycji | Uczestnicy poprzedniej edycji | Uczestnicy poprzedniej edycji |
| --- | ----------------------------- | ----------------------------- | ----------------------------- |
| SCP | Sporting CP                   | 1                             |                               |
| BEN | SL Benfica                    | 2                             |                               |
| POR | FC Porto                      | 3                             |                               |
| BRA | SC Braga                      | 4                             |                               |
| SCL | CD Santa Clara                | 5                             |                               |
| VGU | Vitória Guimarães             | 6                             |                               |
| FAM | FC Famalicão                  | 7                             |                               |
| EST | GD Estoril-Praia              | 8                             |                               |
| CAS | Casa Pia AC                   | 9                             |                               |
| MOR | Moreirense FC                 | 10                            |                               |
| RAV | Rio Ave FC                    | 11                            |                               |
| ARO | FC Arouca                     | 12                            |                               |
| GVI | Gil Vicente                   | 13                            |                               |
| NAC | CD Nacional                   | 14                            |                               |
| AMA | Estrela Amadora               | 15                            |                               |
| po barażach                                                                                                   |                               |                               |                               |
| AVS | AVS Futebol SAD               | 16                            |                               |
| Awans z Ligi Portugal 2                                                                                       |                               |                               |                               |
| TON | CD Tondela                    | 1                             |                               |
| ALV | FC Alverca                    | 2                             |                               |
| Oznaczenia: - kolumna pierwsza – skróty nazw drużyn, - kolumna trzecia – miejsce zajęte w poprzednim sezonie. |                               |                               |                               |

## Tabela
| Lp. | Drużyna              | M | Z | R | P | B+ | B– | +/– | Pkt | Kwalifikacja lub spadek                         |
| --- | -------------------- | - | - | - | - | -- | -- | --- | --- | ----------------------------------------------- |
| 1   | Sporting CP          | 2 | 2 | 0 | 0 | 8  | 0  | +8  | 6   | Liga Mistrzów UEFA • Faza ligowa                |
| 2   | Braga                | 2 | 2 | 0 | 0 | 6  | 0  | +6  | 6   | Liga Mistrzów UEFA • III runda kwalifikacyjna   |
| 3   | Porto                | 2 | 2 | 0 | 0 | 5  | 0  | +5  | 6   | Liga Europy UEFA • II runda kwalifikacyjna      |
| 4   | Famalicão            | 2 | 2 | 0 | 0 | 4  | 0  | +4  | 6   | Liga Konferencji UEFA • II runda kwalifikacyjna |
| 5   | Moreirense           | 2 | 2 | 0 | 0 | 3  | 1  | +2  | 6   |                                                 |
| 6   | Benfica              | 1 | 1 | 0 | 0 | 1  | 0  | +1  | 3   |                                                 |
| 7   | Casa Pia             | 2 | 1 | 0 | 1 | 2  | 2  | 0   | 3   |                                                 |
| 8   | Gil Vicente          | 2 | 1 | 0 | 1 | 2  | 2  | 0   | 3   |                                                 |
| 9   | Vitória de Guimarães | 2 | 1 | 0 | 1 | 3  | 5  | −2  | 3   |                                                 |
| 10  | Arouca               | 2 | 1 | 0 | 1 | 3  | 7  | −4  | 3   |                                                 |
| 11  | Rio Ave              | 1 | 0 | 1 | 0 | 1  | 1  | 0   | 1   |                                                 |
| 12  | Estoril              | 2 | 0 | 1 | 1 | 3  | 4  | −1  | 1   |                                                 |
| 13  | Estrela Amadora      | 2 | 0 | 1 | 1 | 1  | 2  | −1  | 1   |                                                 |
| 14  | Nacional             | 2 | 0 | 1 | 1 | 1  | 3  | −2  | 1   |                                                 |
| 15  | Santa Clara          | 2 | 0 | 0 | 2 | 0  | 4  | −4  | 0   |                                                 |
| 16  | Alverca              | 2 | 0 | 0 | 2 | 1  | 5  | −4  | 0   | baraż o utrzymanie                              |
| 17  | AVS                  | 2 | 0 | 0 | 2 | 1  | 5  | −4  | 0   | spadek do Liga Portugal 2                       |
| 18  | Tondela              | 2 | 0 | 0 | 2 | 0  | 4  | −4  | 0   | spadek do Liga Portugal 2                       |

## Wyniki
| Gospodarz \ Gość     | ALV | ARO | AVS | BEN | BRA | CAS | EST | AMA | FAM | GIL | MOR | NAC | POR | RAV | STC | SPO | CDT | VSC |
| -------------------- | --- | --- | --- | --- | --- | --- | --- | --- | --- | --- | --- | --- | --- | --- | --- | --- | --- | --- |
| Alverca              |     |     |     |     | 0–3 |     |     |     |     |     |     |     |     |     |     |     |     |     |
| Arouca               |     |     | 3–1 |     |     |     |     |     |     |     |     |     |     |     |     |     |     |     |
| AVS                  |     |     |     |     |     | 0–2 |     |     |     |     |     |     |     |     |     |     |     |     |
| Benfica              |     |     |     |     |     |     |     |     |     |     |     |     |     |     |     |     |     |     |
| Braga                |     |     |     |     |     |     |     |     |     |     |     |     |     |     |     |     | 3–0 |     |
| Casa Pia             |     |     |     |     |     |     |     |     |     |     |     |     |     |     |     | 0–2 |     |     |
| Estoril              |     |     |     |     |     |     |     | 1–1 |     |     |     |     |     |     |     |     |     |     |
| Estrela Amadora      |     |     |     | 0–1 |     |     |     |     |     |     |     |     |     |     |     |     |     |     |
| Famalicão            |     |     |     |     |     |     |     |     |     |     |     |     |     |     | 3–0 |     |     |     |
| Gil Vicente          |     |     |     |     |     |     |     |     |     |     |     |     | 0–2 |     |     |     |     |     |
| Moreirense           | 2–1 |     |     |     |     |     |     |     |     |     |     |     |     |     |     |     |     |     |
| Nacional             |     |     |     |     |     |     |     |     |     | 0–2 |     |     |     |     |     |     |     |     |
| Porto                |     |     |     |     |     |     |     |     |     |     |     |     |     |     |     |     |     | 3–0 |
| Rio Ave              |     |     |     |     |     |     |     |     |     |     |     | 1–1 |     |     |     |     |     |     |
| Santa Clara          |     |     |     |     |     |     |     |     |     |     | 0–1 |     |     |     |     |     |     |     |
| Sporting CP          |     | 6–0 |     |     |     |     |     |     |     |     |     |     |     |     |     |     |     |     |
| Tondela              |     |     |     |     |     |     |     |     | 0–1 |     |     |     |     |     |     |     |     |     |
| Vitória de Guimarães |     |     |     |     |     |     | 3–2 |     |     |     |     |     |     |     |     |     |     |     |

## Najlepsi strzelcy
| Bramki | Strzelcy          | Drużyna     |
| ------ | ----------------- | ----------- |
| 3      | Francisco Trincão | Sporting CP |

Źródło: .

## Stadiony
| Alverca                        |
| ------------------------------ |
| Complexo Desportivo FC Alverca |
| 7705                           |
|                                |

| Arouca                      |
| --------------------------- |
| Estádio Municipal de Arouca |
| 5000                        |
|                             |

| AVS                |
| ------------------ |
| Estádio do CD Aves |
| 8650               |
|                    |

| Benfica        |
| -------------- |
| Estádio da Luz |
| 64 642         |
|                |

| Braga                      |
| -------------------------- |
| Estádio Municipal de Braga |
| 30 286                     |
|                            |

| Casa Pia                       |
| ------------------------------ |
| Estádio Municipal de Rio Maior |
| 7000                           |
|                                |

| Estoril                         |
| ------------------------------- |
| Estádio António Coimbra da Mota |
| 8015                            |
|                                 |

| Estrela Amadora    |
| ------------------ |
| Estádio José Gomes |
| 9288               |
|                    |

| Famalicão                     |
| ----------------------------- |
| Estádio Municipal 22 de Junho |
| 5307                          |
|                               |

| Gil Vicente                |
| -------------------------- |
| Estádio Cidade de Barcelos |
| 12 504                     |
|                            |

| Moreirense                                            |
| ----------------------------------------------------- |
| Parque de Jogos Comendador Joaquim de Almeida Freitas |
| 6153                                                  |
|                                                       |

| Nacional           |
| ------------------ |
| Estádio da Madeira |
| 5132               |
|                    |

| Porto             |
| ----------------- |
| Estádio do Dragão |
| 50 033            |
|                   |

| Rio Ave           |
| ----------------- |
| Estádio dos Arcos |
| 5300              |
|                   |

| Santa Clara           |
| --------------------- |
| Estádio de São Miguel |
| 13 277                |
|                       |

| Sporting              |
| --------------------- |
| Estádio José Alvalade |
| 50 095                |
|                       |

| Tondela              |
| -------------------- |
| Estádio João Cardoso |
| 4820                 |
|                      |

| V. Guimarães                |
| --------------------------- |
| Estádio D. Afonso Henriques |
| 30 000                      |
|                             |

Źródło:.